# Pittston, Maine
Pittston är en kommun (town) i Kennebec County i den amerikanska delstaten Maine med en yta av 86,5 km² och en folkmängd som uppgår till 2 548 invånare (2000). Kommunen har fått sitt namn efter William Pitt d.ä.